# Bietschhorn
El Bietschhorn (El rei del Valais) és un dels més alts i coneguts cims dels Alps bernesos, forma part de la llista del Patrimoni de la Humanitat per la UNESCO, amb el nom de Jungfrau-Aletsch-Bietschhorn.
El 13 d'agost de 1859 l'anglès Leslie Stephen va aconseguir pujar fins al cim i es va convertir en la primera persona a escalar-la. Va estar recolzat per les seves guies de muntanya Anton Siegen, Johann Siegen i Joseph Ebene.
Com els dits d'una mà, en el costat sud del Bietschhorn es troben diversos valls com el Bietschtal o el Baltschiedertal que fa part del pis baix alpí i que es dirigeix cap a la vall del Roine que marca un aire més aviat mediterrani, mentre que al nord el Löschental forma la frontera del massís del Bietschhorn.
Per aprofitar la insolació de la qual gaudeixen les pendents de la vall, es va desenvolupar des de l'antiguitat un complex sistema d'irrigació canalitzada en fusta per poder desenvolupar l'activitat agrícola.